# Viaduct van Vilvoorde
Het viaduct van Vilvoorde, officiële naam: "Viaduct Zeekanaal Brussel-Schelde", maakt deel uit van de Brusselse Ring R0. Komend van Grimbergen overspant de brug achtereenvolgens de Brusselsesteenweg, het Zeekanaal Brussel-Schelde, de Zenne, de Harensesteenweg, de Schaarbeeklei, de voormalige fabriek van Renault Vilvoorde, de spoorlijnen 25 en 27 (Brussel-Antwerpen), de Ritwegerlaan en de Woluwelaan.
Anno 2004 reden er ongeveer 140.000 voertuigen per dag over het viaduct. Het saturatiepunt ligt bij 180.000 voertuigen. In 2023 rijden er dagelijks  in elke richting 90.000 voertuigen.

## Geschiedenis

### Bouw
De brug bestaat uit twee aparte bruggen voor binnen- en buitenring en werd gebouwd van 1974 tot 1978. Ze telt 23 overspanningen, waarvan de grootste 163 meter lang is. De buitenring werd ingehuldigd op 29 december 1977. Het verkeer kon op dat moment gebruik maken van twee maal twee rijstroken die gescheiden werden door een doorlopende lijn. De binnenring werd op 1 juli 1978 geopend waardoor de huidige twee maal drie rijstroken en pechstrook ter beschikking kwamen. Het viaduct was het laatste stukje autoweg van de noordelijke helft van de Brusselse Ring dat nog moest afgewerkt worden.
De Franse autoconstructeur Renault had reeds in de jaren 1950 kunnen bedingen dat haar fabriek niet moest wijken voor de Ring en toen reeds werden de nodige pijlers in de fabriek ingebouwd. Deze bleken bij de aanleg van het viaduct niet bruikbaar te zijn.

### Onderhoud
Vanaf 17 juli 2011 tot 31 augustus 2011 werden er werken aan het viaduct uitgevoerd. Tijdens deze werken werden de uitzetvoegen en de vangrails vervangen en werden verbeteringen uitgevoerd aan de verlichting en de bluswatervoorziening.
Er werd aangekondigd dat vanaf 2022 ingrijpende renovatie- en verstevigingswerken zullen plaatsvinden. Op 16 augustus 2023 startten deze werken die acht jaar zullen duren. De werkzaamheden zullen in vijf fases gebeuren. In de eerste fase wordt de binnenring aangepakt. Tot 2025 blijven drie versmalde rijstroken en geldt er een snelheidsbeperking. Vanaf 2027 start een nieuwe fase met minder rijstroken. 
Het beton en staal wordt zowel aan de draagstructuur, binnenkant als bovenaan hersteld en verstevigd en de asbestlaag wordt gesaneerd. Het asfalt wordt vervangen, vangrails worden vernieuwd en er wordt energiezuinige verlichting geplaatst. De kostprijs wordt geraamd op ongeveer 500 miljoen euro.

## Toekomst
In het kader van de verbreding van de Brusselse ring plant de Vlaamse regering een vierde rijstrook voor beide richtingen op het viaduct. De binnenring van het viaduct wordt hierbij een 'keuzezone', waar de automobilist dient te kiezen voor de hoofdweg of voor de parallelbanen die tussen knooppunt Machelen en knooppunt Sint-Stevens-Woluwe aangelegd zullen worden.
In 2013 werd de Maatschappelijke kosten-batenanalyse (MKBA) voor de optimalisatie van de noordelijke R0 afgewerkt. Hierin evalueerde men de verschillende projectalternatieven voor een periode van 2013 tot 2050. Ook werd een tweede viaduct van Vilvoorde onderzocht. Uit de studie bleek dat in het geval de verbreding wordt gerealiseerd, een extra viaduct in Vilvoorde niet rendabel is. De maatschappelijke kosten werden geraamd op 244 miljoen euro, terwijl de baten ongeveer 43 miljoen euro zouden bedragen.
De brug werd gebouwd om honderd jaar stand te houden (tot in de jaren 2070), maar door het drukkere verkeer is dat verlaagd tot een verwachte levensduur van 70 jaar (dus tot in de jaren 2040). Na de grondige renovatie die tussen 2023 en 2030 uitgevoerd wordt, wordt verwacht dat het viaduct tot ongeveer 2078 kan behouden blijven.

## Gegevens[2]
- lengte : 1687 m (buitenring) 1692 m (binnenring)
- hoogte : 35 m (gemiddeld)
- breedte : 20 m per rijrichting
- pijlers : 2 landhoofden
- 22 rijen pijlers (23 overspanningen)
- overspanning : 163 m (langste)
- tracé : cirkelboog met 700 m straal
- bovenbouw : aanloopstukken in beton - middenstuk (879 m) in staal

## Galerij

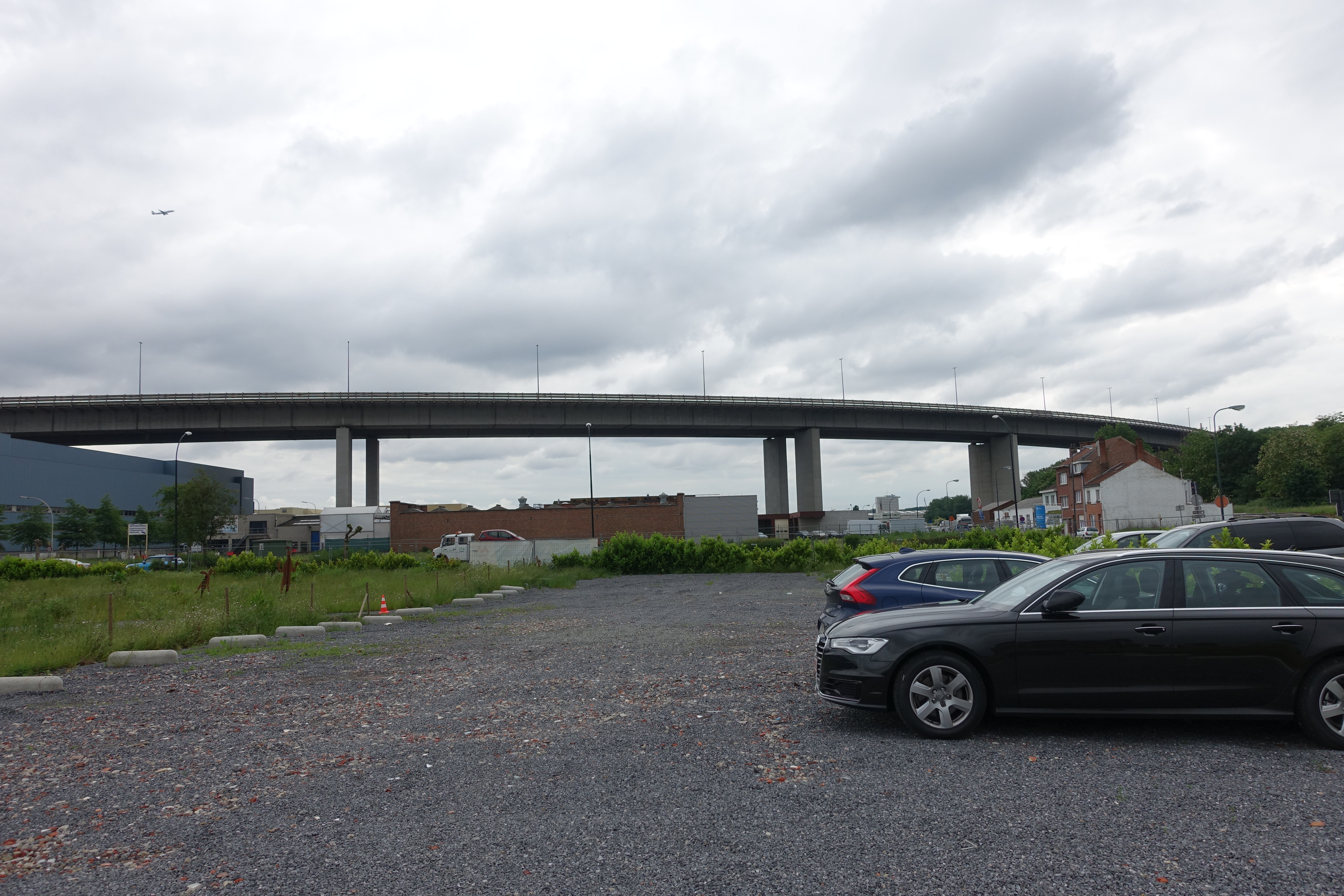
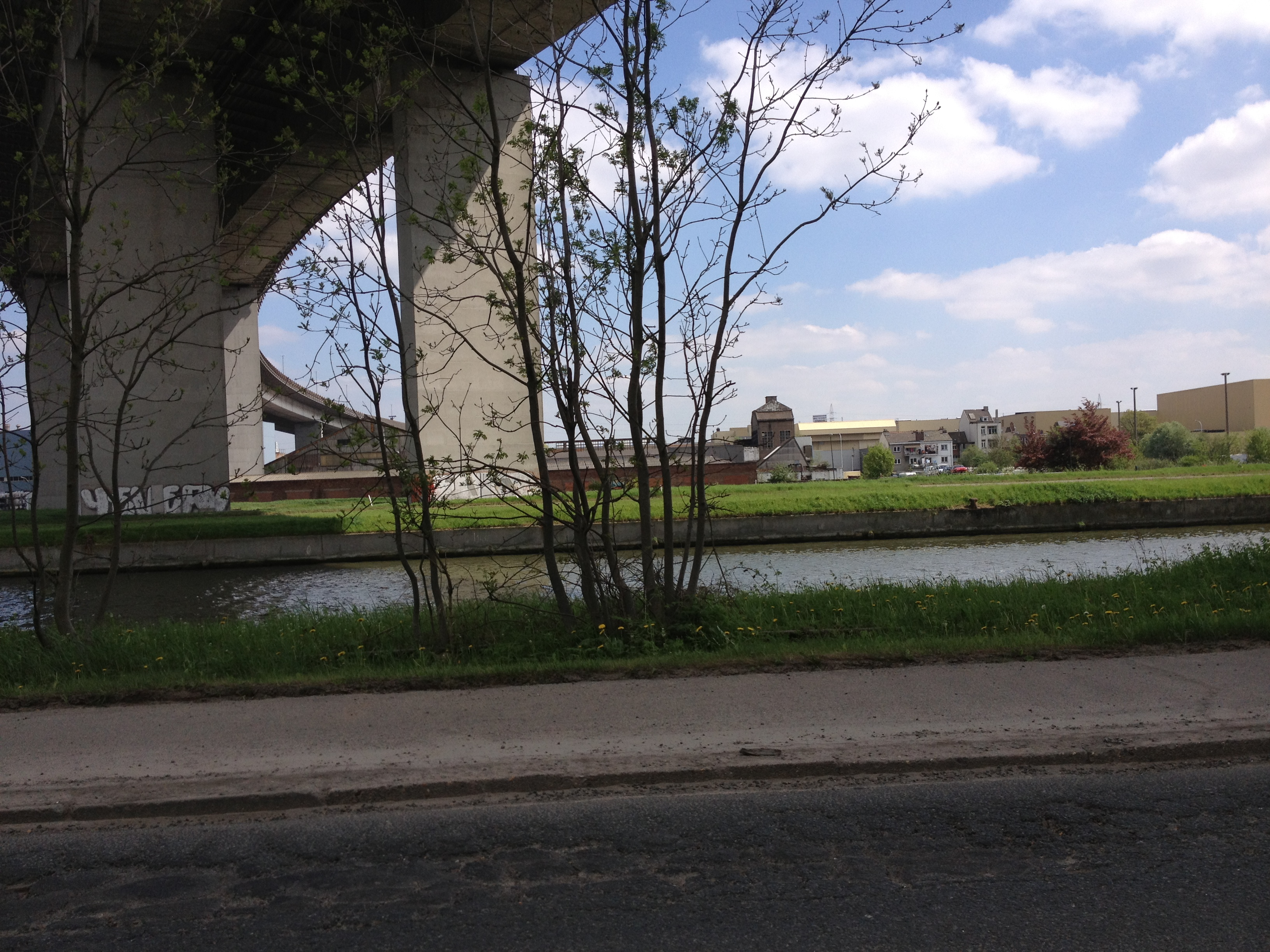
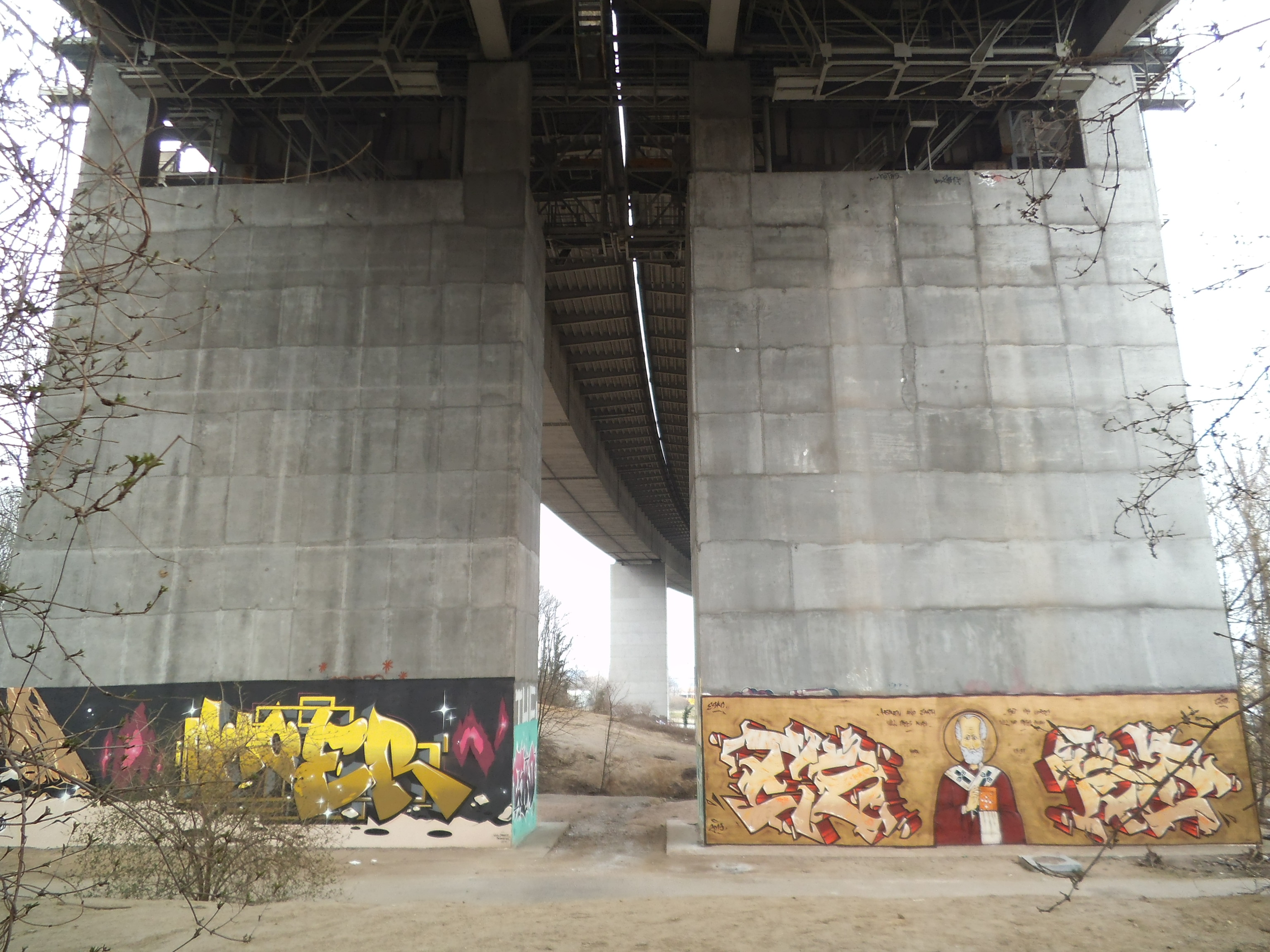
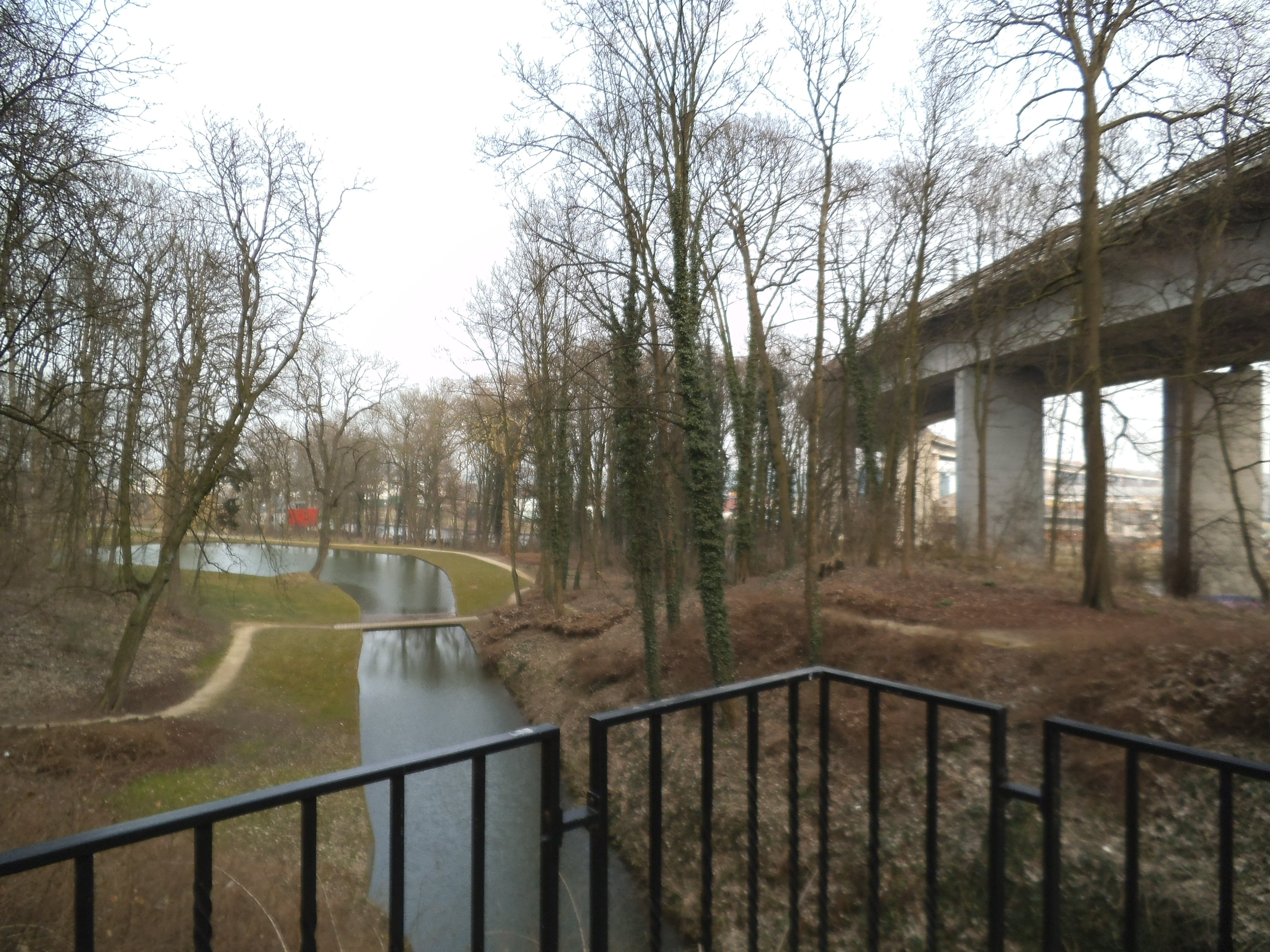
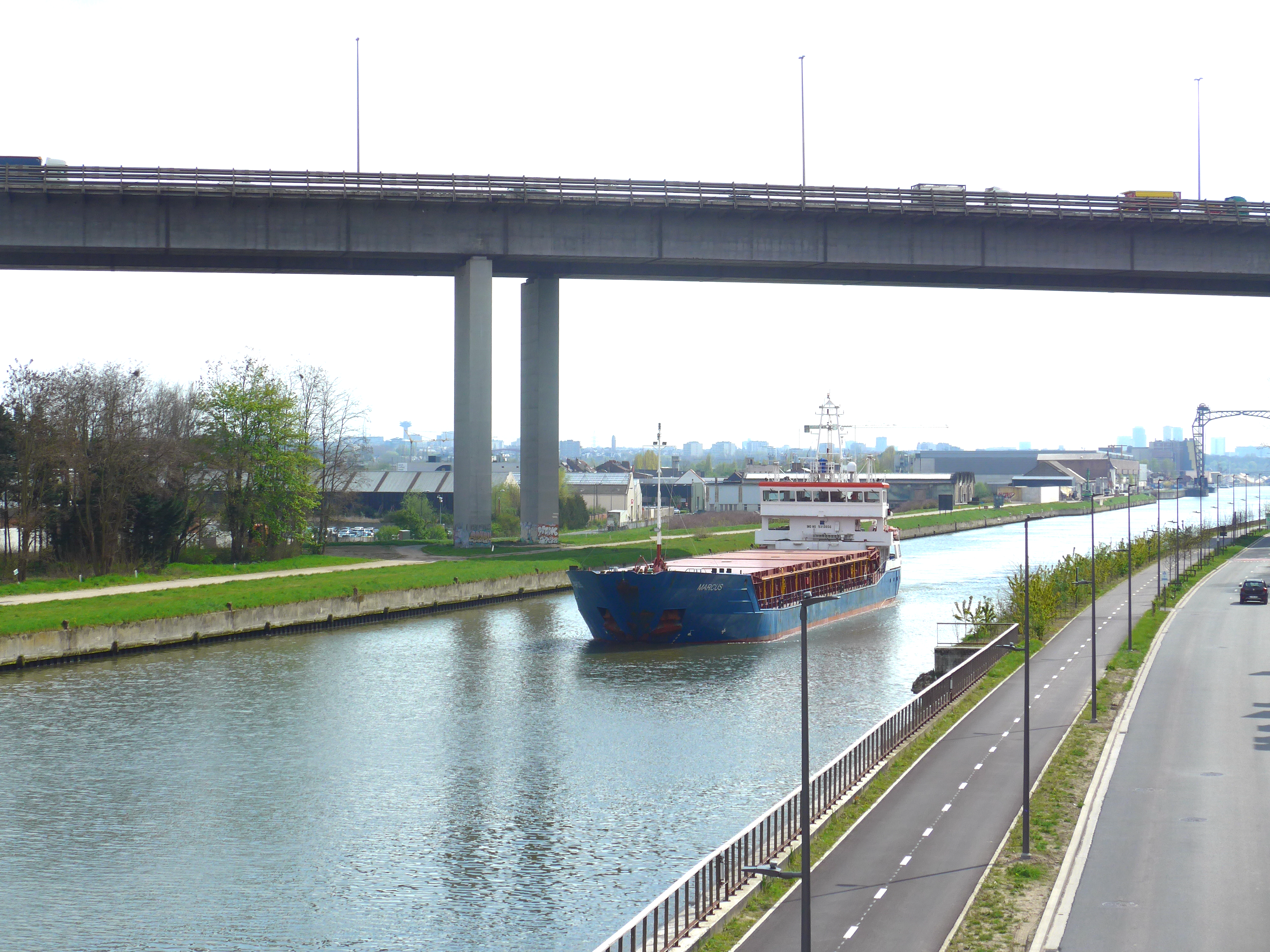

Van Praetbrug · Budabrug · Viaduct van Vilvoorde · Salangaanbrug · Europabrug · Willemsbrug · Verbrande Brug · Humbeekbrug · Jan Bogaertsbrug · Brielenbrug · Ringbrug · Vredesbrug · IJzerenbrug · Victor Dumonbrug · Boulevardbrug · Nijverheidsbrug